# MAN SG 220
Le MAN SG 220 est un autobus articulé construit par MAN et Göppel Bus de 1978 à 1983.

## Histoire
En 1978, la production du MAN SG 220 débute, ce modèle remplace le MAN SG 192. La remorque est fabriquée par Göppel Bus et la face avant par Stülb. Ce véhicule est le dernier modèle MAN en Allemagne avec le moteur sous le plancher.
En 1980, il est remplacé par le MAN SG 240 H et la production cesse en 1983.

## Le MAN SG-220 en France
Au milieu des années 1970, le développement du trafic des transports en commun des grandes villes fut tel que, dès 1978, les premiers autobus articulés (avec un soufflet), font leur apparition. Le groupe Renault V.I. qui opère toujours à travers la marque Saviem, pour répondre aux demandes et éviter l'importation de véhicules de marques étrangères, présente le Saviem SG 220. En fait, il s’agit du MAN SG-220 rebadgé Saviem en France.

## Caractéristiques techniques
Cet autobus possède 53 places assises.
- Longueur             = 16,480 m
- Largeur              = 2,500 m
- Hauteur              = 3,010 m
- Poids à vide         = 23,600 t
- Puissance            = 220 ch et 240 ch